# 维索科耶农村居民点 (沃罗涅日州)
维索科耶农村居民点（俄语：Высокинское сельское поселение）是俄罗斯联邦沃罗涅日州利斯基区所属的一个农村居民点。其下辖有3个居民点，行政中心为维索科耶。据2016年统计，该农村居民点的人口为2254人。